# Tux Racer
Tux Racer је 3Д рачунарска игра са Линукс маскотом, Туксом као актером игре. Изворна игра је објављена 2. октобра 2000. године. Касније су се јавили бројни деривати игре.

## Начин играња
Током игре, играч контролише Тукса који се санка низ снежну падину и труди се да прикупи што већи број харинги. Клизање на леду чини да Тукс иде брже, док клизање на снегу омогућава веће маневарске способности, а клизање по каменитим површинама ће успорити Тукса. Ту је и дрвеће које блокира Тукса дуж пута и заставе зарад обележавања курса.
Поени се постижу сакупљањем харинги који су поређани дуж различитих стаза. У циљу напредовања на следећи ниво у игри морате да прикупе довољан броја харинги за одређени временски рок.

## Деривати
Као и многе игре отвореног кода, за Tux Racer игру су развијени бројни деривати. Нове мапе могу лако да се уносе прављењем три растерске слике за висину, распоред површина и распоред објеката, као и Tcl скрипту у одговарајући директоријум игре.
Упркос престанку развоја игре, јавили су се различити деривати, укључујући и Open Racer, дериват отвореног кода изворне Tux Racer игре коју је створио Нејтан Матијас за SourceForge у 2001. години; ова верзија је касније напуштена. Дериват под називом PlanetPenguin Racer, је верзија са надограђеном верзијом ГПЛ лиценце, међутим, развој је прекинут 2006, уз то што је последње издање објављено 2005. године. Још један пројекат на основу PlanetPenguin Racer је Extreme Tux Racer објављен марта 2007. године, а последња промена на SVN је била у јануару 2011.
Дериват изворне игре је портован и на мобилне телефоне под називом ; последња измена је постављена 29. јуна 2011. године.